# Ayutla de los Libres
Ayutla de los Libres là một đô thị thuộc bang Guerrero, México. Năm 2005, dân số của đô thị này là 55974 người.